# Campeonato Mundial de Esgrima de 1962
El XXXI Campeonato Mundial de Esgrima se celebró en Buenos Aires (Argentina) en 1962 bajo la organización de la Federación Internacional de Esgrima (FIE) y la Federación Argentina de Esgrima.

## Medallistas

### Masculino
| Evento              | Oro                                                                                            | Plata | Bronce |
| ------------------- | ---------------------------------------------------------------------------------------------- | --- | --- |
| Florete individual  | Guerman Sveshnikov URSS                                                                        | Witold Woyda · Polonia                                                                                       | Jürgen Brecht RFA                                                                                                |
| Florete por equipos | Guerman Sveshnikov Yuri Sisikin Mark Midler Viktor Zhdanovich Yuri Osipov Yevgueni Riumin URSS | József Gyuricza · Jenő Kamuti · László Kamuti · Kazmer Pacsery · József Sákovics · Sándor Szabó · Hungría    | Egon Franke · Henryk Nielaba · Janusz Różycki · Zbigniew Skrudlik · Ryszard Parulski · Witold Woyda · Polonia    |
| Espada individual   | István Kausz · Hungría                                                                         | Tamás Gábor · Hungría                                                                                        | Yves Dreyfus Francia                                                                                             |
| Espada por equipos  | Yves Dreyfus Jacques Guittet Gérard Lefranc Claude Bourquard Francia                           | Göran Abrahamsson · Ivar Genesjö · Hans Lagerwall · Orvar Lindwall · John Sandwall · Suecia                  | Arnold Chernushevich Valentin Chernikov Bruno Jabárov Dmitri Liulin Alekséi Nikanchikov Aleksandr Pavlovski URSS |
| Sable individual    | Zoltán Horváth · Hungría                                                                       | Jerzy Pawłowski · Polonia                                                                                    | Claude Arabo Francia                                                                                             |
| Sable por equipos   | Jerzy Pawłowski · Wojciech Zabłocki · Andrzej Piątkowski · Emil Ochyra · Egon Franke · Polonia | Péter Bakonyi · József Gyuricza · Zoltán Horváth · Tamás Mendelényi · Miklós Meszéna · Tibor Pézsa · Hungría | Umiar Mavlijanov Nugzar Asatiani Lev Kuznetsov Mark Rakita Yakov Rylski Valeri Shchitny URSS                     |

## Medallero
| Núm. | País                | Oro | Plata | Bronce | Total |
| ---- | ------------------- | --- | ----- | ------ | ----- |
| 1    | Hungría             | 3   | 3     | 1      | 7     |
| 2    | URSS                | 2   | 2     | 2      | 6     |
| 3    | Polonia             | 1   | 2     | 1      | 4     |
| 4    | Francia             | 1   | 0     | 2      | 3     |
| 5    | Rumania             | 1   | 0     | 0      | 1     |
| 6    | Suecia              | 0   | 1     | 0      | 1     |
| 7    | Alemania Occidental | 0   | 0     | 1      | 1     |
| 7    | Italia              | 0   | 0     | 1      | 1     |
|      | TOTAL               | 8   | 8     | 8      | 24    |